# Фелікс Тіссеран
Франсуа Фелікс Тіссеран (фр. François Félix Tisserand; 13 січня 1845 — 20 жовтня 1896) — французький астроном, член Паризької АН (1878).

## Наукова біографія
Родився в Нюї-Сен-Жорж (департамент Кот-д'Ор). У 1866 закінчив Вищу нормальну школу в Парижі і був прийнятий на посаду ад'юнкт-астронома Паризької обсерваторії, де проводив спостереження на екваторіалі і меридіанних інструментах. У 1873—1878 — професор університету і директор обсерваторії в Тулузі. У 1878—1892 — професор Паризького університету, з 1892 — директор Паризької обсерваторії.
Наукові роботи відносяться до небесної механіки. Вніс великий внесок у теорію кометних орбіт. Розробив теорію захоплення періодичних комет і дав критерій, який дозволяє встановити приналежність комет до одного і того ж сімейства, а також встановити тотожність комет (критерій Тіссерана). Займаючись питаннями стійкості Сонячної системи, досліджував довгоперіодичні збурення планет і знайшов, що вони не можуть привести до порушення стійкості. На основі точних розрахунків показав, що Нептун повинен мати сплюснуту фігуру. У 1868 брав участь в експедиції на півострів Малакка для спостереження повного сонячного затемнення. З метою визначення паралакса Сонця здійснив дві експедиції для спостереження проходжень Венери по диску Сонця (9.XII 1874 і 6.XII 1882).
Відома праця Тіссерана «Небесна механіка» (т. 1—4, 1889—1896) містить систематичний виклад основних досягнень класичної небесної механіки до кінця XIX ст. Склав примітки до «Математичних начал натуральної філософії» Ісаака Ньютона.
З 1884 керував виданням журналу «Bulletin astronomique».
Іноземний член-кореспондент Петербурзької АН (1883), член Бюро довгот в Парижі.
Його ім'ям названі кратер на Місяці й астероїд 3663 Tisserand.